# Maison d'arrêt de Dijon
La maison d'arrêt de Dijon  est une maison d'arrêt située au 72 bis rue d'Auxonne. Elle est le seul établissement de ce type dans la capitale bourguignonne. Elle a un total de 188 places, dont un quartier pour hommes majeurs de 111 places, un quartier pour mineurs de 11 places, un quartier pour femmes de 33 places, un quartier semi-liberté de 12 places et un quartier SMPR de 21 places.

## Histoire

### XVIIIeetXIXesiècle
Entre la Révolution et le XVIIIe siècle il existe cinq prisons à Dijon et n'en subsistent que trois au début du XIXe siècle. Dans les années 1830 se développe en France un courant philanthropique et humaniste, qui vise entre autres à améliorer les conditions de vie des prisonniers. La construction d'une prison départementale se pose dès 1847. L'architecte Jean-Philippe Suisse adresse le 27 août 1849 un premier projet à l'emplacement du jardin de la gendarmerie. Il sera écarté car situé au quartier Saint-Bernard alors en plein développement. Le 18 mai 1850, il reçoit de nouvelles  instructions pour la révision de son projet. Le 7 mai 1851 le conseil des Bâtiments Civils et le ministre de l'Intérieur approuvent les plans de la maison d'arrêt et une commission est chargée par le Conseil général de rechercher un terrain propice à l'installation de la prison. Les travaux sont adjugés  le 27 mai 1852 et seront achevés en 1855.

### XXesiècle
Durant la Seconde Guerre mondiale, le Fort d'Hauteville, a servi d’annexe à la maison d’arrêt de Dijon. Des Juifs, résistants et prisonniers de droit commun ont été internés à la Maison d'arrêt de Dijon. Certains d’entre eux ont été déportés ou envoyés en camp de travail. 
Le 7 avril 1996, une mutinerie éclata au cours de laquelle un policier, un surveillant et cinq détenus furent blessés. À la suite de cet événement, l’activité de la prison sera suspendue jusqu'en 2000.
En 2010, le comité technique de l'administration pénitentiaire prévoit la fermeture de la maison d’arrêt de Dijon, compensée par la construction d'un nouvel établissement. Le projet de nouvelle prison d'une capacité de 400 places sera dans un premier temps mentionné à Chenôve. Le projet prévoira ensuite sa situation à Dijon sur le site Mont-Blanc, au sud-est de la ville avant d'être finalement abandonné.

## Architecture
La Maison d'arrêt de Dijon est un bâtiment présentant un intérêt architectural et historique, il fut construit entre 1852 et 1855 sur les plans de l'architecte Jean-Philippe Suisse. En forme de croix autour d'une rotonde centrale, il s'inscrit pleinement dans une architecture carcérale typique du modèle pennsylvanien. C'est en 1860 qu'une place semi-ovale (square Edmond Debeaumarché) fut aménagée devant l'établissement.